# 美國內政部土地管理局
美国內政部土地管理局（簡稱BLM）是美国内政部下轄的一个机构，负责管理美國聯邦政府所擁有的247.3 × 106英畝（1,001,000平方）的公共土地。美國聯邦政府所擁有的土地占美国陆地面積的八分之一。
美國聯邦土地管理局成立於美國總統哈里·杜鲁门時期。1946年，杜魯門簽署行政命令將當時的两个机构（美國土地總局和美國放牧局）進行合併，新機構命名為美國聯邦土地管理局（Bureau of Land Management，BLM）。土地管理局所管轄的公共土地大部分位于以下12个西部州：阿拉斯加、亚利桑那州、加利福尼亚州 、科罗拉多州、爱达荷州、蒙大拿州、内华达州、新墨西哥州、俄勒冈州、犹他州、华盛顿州和怀俄明州。

该地图显示了不同的联邦政府机构所管理的土地。黄色代表土地管理局所管理的土地。

## 更多阅读
- Skillen, James R. The Nation's Largest Landlord: The Bureau of Land Management in the American West (University Press of Kansas, 2009) 320 pp. excerpt and text search （页面存档备份，存于）
- United States. Congress. Senate. BLM Permit Processing: Hearing before the Committee on Energy and Natural Resources, United States Senate, One Hundred Thirteenth Congress, Second Session . . . July 29, 2014. Washington, DC: U.S. Government Printing Office, 2014.